# 松が下雅湯
松が下雅湯（まつがしたみやびゆ、Matsugashita-miyabiyu）は、東京都新島村の式根島にある屋外温泉。

## 概要
人口の温泉施設で、源泉は地鉈温泉である。地鉈温泉は海とつながった温泉のため入浴できる時間が限られるが、こちらは人口の温泉施設のため、入浴できる時間が限られず、湯温も変化しない。
また、水着着用の湯舟のほか、足湯もある。

## 泉質

### 硫化鉄
地鉈温泉の湯を引いているため泉質は地鉈温泉と同じ硫化鉄である。
効能は、神経痛、リュウマチ、胃腸病、冷え性など

## 設備
- 公衆トイレ
- 更衣室
- 駐車場